# IC 2759
IC 2759 је елиптична галаксија у сазвјежђу Лав која се налази на листи објеката дубоког неба у Индекс каталогу.
Деклинација објекта је + 24° 19' 2" а ректасцензија 11h 22m 13,2s. Привидна величина (магнитуда) објекта IC 2759 износи 14,1 а фотографска магнитуда 15,1. IC 2759 је још познат и под ознакама MCG 4-27-27, CGCG 126-41, HCG 51E, ARAK 290, PGC 34881.